# Estación Argerich
Argerich, es una estación de ferrocarril ubicada en el paraje homónimo del Partido de Villarino, Provincia de Buenos Aires, Argentina.

## Servicios
Pertenece al Ferrocarril General Roca en su ramal entre Bahía Blanca y Zapala.
No presta servicios de pasajeros desde 1993, sin embargo por sus vías corren trenes de carga, a cargo de la empresa Ferrosur Roca.

## Ubicación
Se ubica a 35 km de Bahía Blanca.